# Atsushi Natori
Atsushi Natori (名取篤?, Natori Atsushi; Urawa, 12 novembre 1961) è un dirigente sportivo ed ex calciatore giapponese, di ruolo centrocampista.

## Carriera

### Club
Tra il 1993 e il 1994 disputò 31 incontri di J. League con gli Urawa Red Diamonds; con la divisa della squadra precedente, il Mitsubishi Motors, aveva totalizzato 190 incontri nella massima serie dilettantistica, in cui aveva debuttato nel 1980 ottenendo il riconoscimento di miglior esordiente del campionato. Nel proprio palmarès vi è anche un titolo nazionale, vinto nella stagione 1982.

### Nazionale
Convocato per la rappresentativa Under-20 che partecipò al Mondiale di categoria del 1979, nel 1989 disputò sei incontri con la Nazionale maggiore, di cui due valevoli per le qualificazioni ai Mondiali del 1990.

### Dopo il ritiro
Ritiratosi dal calcio giocato divenne tecnico e, in seguito, dirigente delle giovanili degli Urawa Red Diamonds.

## Statistiche

### Presenze e reti nei club
| Stagione | Squadra                           | Campionato | Campionato | Campionato |
| Stagione | Squadra                           | Comp       | Pres       | Reti       |
| -------- | --------------------------------- | ---------- | ---------- | ---------- |
| 1980     | Mitsubishi HI / Mitsubishi Motors | JSL1       | 18         | 3          |
| 1981     | Mitsubishi HI / Mitsubishi Motors | JSL1       | 15         | 1          |
| 1982     | Mitsubishi HI / Mitsubishi Motors | JSL1       | 14         | 1          |
| 1983     | Mitsubishi HI / Mitsubishi Motors | JSL1       | 14         | 1          |
| 1984     | Mitsubishi HI / Mitsubishi Motors | JSL1       | 18         | 0          |
| 1985-86  | Mitsubishi HI / Mitsubishi Motors | JSL1       | 21         | 0          |
| 1986-87  | Mitsubishi HI / Mitsubishi Motors | JSL1       | 22         | 2          |
| 1987-88  | Mitsubishi HI / Mitsubishi Motors | JSL1       | 21         | 0          |
| 1988-89  | Mitsubishi HI / Mitsubishi Motors | JSL1       | 17         | 1          |
| 1989-90  | Mitsubishi HI / Mitsubishi Motors | JSL2       | 25         | 0          |
| 1990-91  | Mitsubishi HI / Mitsubishi Motors | JSL1       | 19         | 0          |
| 1991-92  | Mitsubishi HI / Mitsubishi Motors | JSL1       | 21         | 0          |
| 1993     | Urawa Reds                        | J1         | 28         | 0          |
| 1994     | Urawa Reds                        | J1         | 3          | 0          |
|          | Totale                            |            | 256        | 9          |

### Cronologia presenze e reti in nazionale
| Cronologia completa delle presenze e delle reti in nazionale ― Giappone | Cronologia completa delle presenze e delle reti in nazionale ― Giappone | Cronologia completa delle presenze e delle reti in nazionale ― Giappone | Cronologia completa delle presenze e delle reti in nazionale ― Giappone | Cronologia completa delle presenze e delle reti in nazionale ― Giappone | Cronologia completa delle presenze e delle reti in nazionale ― Giappone | Cronologia completa delle presenze e delle reti in nazionale ― Giappone | Cronologia completa delle presenze e delle reti in nazionale ― Giappone |
| Data                                                                    | Città                                                                   | In casa                                                                 | Risultato                                                               | Ospiti                                                                  | Competizione                                                            | Reti                                                                    | Note                                                                    |
| ----------------------------------------------------------------------- | ----------------------------------------------------------------------- | ----------------------------------------------------------------------- | ----------------------------------------------------------------------- | ----------------------------------------------------------------------- | ----------------------------------------------------------------------- | ----------------------------------------------------------------------- | ----------------------------------------------------------------------- |
| 26-10-1988                                                              | Tokyo                                                                   | Giappone                                                                | 0 – 1                                                                   | Corea del Sud                                                           | Amichevole                                                              | 0                                                                       |                                                                         |
| 10-05-1989                                                              | Tokyo                                                                   | Giappone                                                                | 2 – 2                                                                   | Cina                                                                    | Amichevole                                                              | 0                                                                       | 75’                                                                     |
| 13-05-1989                                                              | Okayama                                                                 | Cina                                                                    | 0 – 2                                                                   | Giappone                                                                | Amichevole                                                              | 0                                                                       | 78’                                                                     |
| 18-06-1989                                                              | Nagoya                                                                  | Giappone                                                                | 0 – 0                                                                   | Hong Kong                                                               | Qual. Mondiali 1990                                                     | 0                                                                       | 80’                                                                     |
| 25-06-1989                                                              | Pyongyang                                                               | Corea del Nord                                                          | 2 – 0                                                                   | Giappone                                                                | Qual. Mondiali 1990                                                     | 0                                                                       |                                                                         |
| 23-07-1988                                                              | Rio de Janeiro                                                          | Brasile                                                                 | 1 – 0                                                                   | Giappone                                                                | Amichevole                                                              | 0                                                                       |                                                                         |
| Totale                                                                  |                                                                         | Presenze                                                                | 6                                                                       |                                                                         | Reti                                                                    | 0                                                                       |                                                                         |

## Palmarès

### Club
- Japan Soccer League: 1

1982
- Japan Soccer League Division 2: 1

1989-90
- Japan Soccer League Cup: 1

1981
- Coppa dell'Imperatore: 1

1980

### Individuale
- Miglior esordiente della Japan Soccer League: 1980[3]
- Incluso nella Best XI della Japan Soccer League Division 2: 1 volte[7]